# Jordi Calvís i Burgués
Jordi Calvís i Burgués (Balaguer, 24 de maig de 1977) és dissenyador gràfic i il·lustrador català que viu a les Borges Blanques.
Va estudiar a l'Escola d'Art i Superior de Disseny Ondara de Tàrrega. Treballa a Can Antaviana, agència de disseny, disseny web, intranet, eines en línia, gestor de continguts Houdini (2003) i comunicació en mitjans socials. És l'impulsor de diverses campanyes gràfiques reivindicatives (BoiCATeja'm, Herois indepes, Popes) i creador d'infografies i animacions virals de referència a les xarxes socials, de les quals és activista.
Col·labora amb el setmanari Som Garrigues, així com assíduament amb l'Assemblea Nacional Catalana, entre altres organitzacions socials i culturals arreu de Catalunya. En aquest sentit, ha realitzat de forma desinteressada diverses il·lustracions i logotips relacionats amb el procés, com ara els elements gràfics de diverses campanyes independentistes, el marxandatge i el web via.assemblea.cat. Ha estat el creador de dissenys de referència entre les quals destaquen les campanyes per a la a Via Catalana i Ara és l'Hora.
Des de Can Antaviana, empresa fundada el 1996 i dirigida per Xavier Pastó, també van fer el web 11s2013.cat, que tal com s'havia fet l'any anterior amb l'11s2012.cat recollia totes les piulades de Twitter i les fotografies d'Instagram en temps real, vinculades als hashtags de la Via Catalana. Aquest web va monitorar 8.000 fotografies a Instagram i prop de 300.000 piulades a Twitter.
A les eleccions al Parlament de Catalunya de 2015 va formar part de la llista electoral de la Candidatura d'Unitat Popular - Crida Constituent en novena posició per la circumscripció de Lleida.